# Бесконачни аритметички редови
У математици, бесконачан аритметички ред је бесконачан ред чији термини су у аритметичкој прогресији. Примери су  1 + 1 + 1 + 1 + · · ·  и  1 + 2 + 3 + 4 + · · · . Општи облик за бесконачни аритметички низ је
{\displaystyle \sum _{n=0}^{\infty }(an+b).}
Ако је a = b = 0, онда је зир реда једнак 0. Ако је a или b различито од нуле док је друго нула, онда ред дивергира и нема збир у уобичајеном смислу те речи.

## Зета регуларизација
Зета-регулисање сума аритметичког низа десног облика је вредност  повезане Хурвицове зета функције,
{\displaystyle \sum _{n=0}^{\infty }(n+\beta )=\zeta _{H}(-1;\beta ).}
Иако зета регуларизација сумира 1 + 1 + 1 + 1 + · · · до ζR(0) = −1⁄2 и 1 + 2 + 3 + 4 + · · · до ζR(−1) = −1⁄12, где је ζ Риманова зета функција, горњи облик није једнак
{\displaystyle -{\frac {1}{12}}-{\frac {\beta }{2}}.}